# Now Appearing
Now Appearing — студійний альбом американського блюзового музиканта Джиммі Ріда, випущений у 1960 році лейблом Vee-Jay.

## Опис
Now Appearing вийшов у 1960 році на лейблі Vee Jay Records. Цей альбом містить 11 пісень, однак серед них немає жодного відомого хіта Ріда. Тут Рід виконує такі пісні, як «Got Me Chasing You», «You Know You're Looking Good» і «Tell the World I Do». 
Запис альбому відбувся під час двох сесій звукозапису 29 червня і 13 грудня 1960 року в Чикаго, Іллінойс. На першій сесії Рід грає з гітаристами Філом Апчерчем, Вільямом «Лефті» Бейтсом та Едді Тейлором, басист Кертіс Мейфілд та ударник Ерл Філліпс. На другій сесії акомпанують Бейтс, Тейор, Філліпс, а також на одній пісні співає дружина Ріда, Мері Лі «Мама» Рід.
Пісні «Close Together»/«Laughing at the Blues» були випущені на синглі (VJ 373) у січні 1961 року. У 1961 році «Close Together» посіла 12-е місце в R&B Singles і 68-е в Hot 100 чартах журналу «Billboard».

## Список композицій
1. «Close Together» (Джиммі Рід) — 2:07
2. «Got Me Chasing You» (Джиммі Рід) — 2:31
3. «Wanta Be with You» (Джиммі Рід) — 3:08
4. «Jimmy's Rock» (Джиммі Рід) — 2:04
5. «Tell the World I Do» (Джиммі Рід) — 4:05
6. «You Know You're Looking Good» (Джиммі Рід) — 2:27
7. «I've Got the Blues» (Джиммі Рід) — 2:49
8. «Laughing at the Blues» (Джиммі Рід) — 1:59
9. «Down the Road» (Джиммі Рід) — 2:36
10. «Ain't Gonna Cry No More» (Айворі Джо Гантер) — 3:40
11. «You're My Baby» (Джиммі Рід) — 2:12

## Учасники запису
- Джиммі Рід — вокал, губна гармоніка, гітара
- Мері Лі «Мама» Рід — вокал (1)
- Філ Апчерч (2, 4—6, 8—10), Вільям «Лефті» Бейтс, Едді Тейлор — гітара
- Кертіс Мейфілд — бас-гітара (2, 4—6, 8—10)
- Ерл Філліпс — ударні
- хор (1)

Технічний персонал
- Марсель Шовар, Жак Деметр — текст

## Хіт-паради
Сингли
| Рік  | Сингл            | R&B Singles | Billboard Hot 100 |
| ---- | ---------------- | ----------- | ----------------- |
| 1961 | «Close Together» | 12          | 68                |